# Plagiobryum purpurascens
Plagiobryum purpurascens là một loài rêu trong họ Bryaceae. Loài này được R. Br. N. Pedersen mô tả khoa học đầu tiên năm 2005.